# Ilha Fraser
A Ilha Fraser (nome nativo: K'gari) situa-se no estado australiano de Queensland, a aproximadamente 300 km norte de Brisbane. A Ilha Fraser tem 122 km de comprimento e é a maior ilha de areia do mundo.

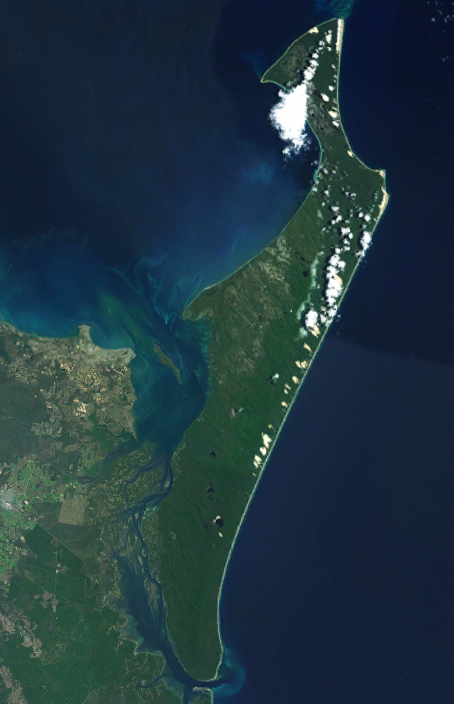
Imagem de satélite da ilha Fraser

São características dessa ilha, dunas de areia inconstantes, florestas tropicais húmidas e lagos fazem da ilha um local turístico. Foi declarada Património Mundial em 1992.

## Incêndio em 2020
Em 2020, um incêndio queimou cerca de 82.000 hectares da ilha (cerca de metade da ilha).
1. 1 2  «Locais do Patrimônio Mundial - K'gari (Ilha Fraser)». Consultado em 20 de Agosto de 2022
2. ↑  «Metade da maior ilha de areia do mundo, classificada pela Unesco, destruída por incêndio»